# Louis Wain

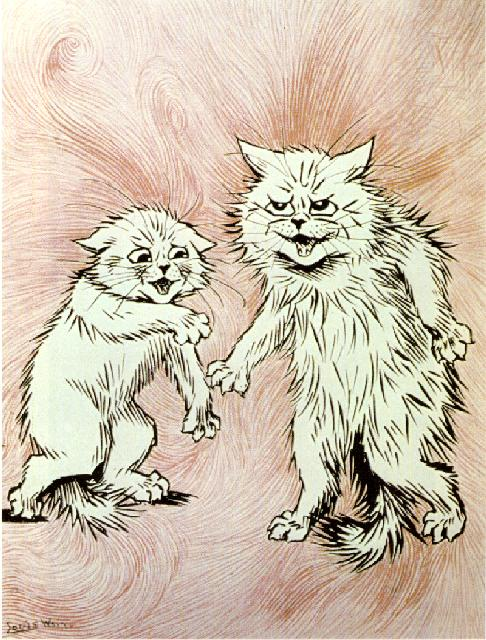
Rysunek Waina z okresu twórczości przypadającego na pobyt w szpitalu psychiatrycznym w Betham

Louis William Wain (ur. 5 sierpnia 1860 w Clerkenwell, zm. 4 lipca 1939 w London Colney) – angielski rysownik, znany z rysunków przedstawiająch uczłowieczone, wielkookie koty i kocięta.

## Książki
- Fun and frolic  Verses by Clifton Bingham, Ernest Nister
- All Sorts of Comical Cats. Verses by Clifton Bingham London: Ernest Nister
- Fun at the Zoo with Verses By Clifton Bingham
- Funny Favourites. Forty-five Pen-and-Ink Drawings by Louis Wain. London. Ernest Nister
- Madame Tabby's Establishment (1886)
- Our Farm: The Trouble of Successes Thereof (1888)
- Dreams by French Firesides (1890)
- Peter, A Cat O'One Tail: His Life and Adventures (1892)
- Old Rabbit the Voodoo and Other Sorcerers (1893)
- The Dandy Lion (1900/01)
- Cats (1902)
- Pa Cats, Ma Cats and their kittens (1903)
- Louis Wain's Cat Painting Book (c.1910)
- Louis Wain's Cats and Dogs (c. 1910)
- The Louis Wain Nursery Book (c. 1910)
- Louis Wain's Cat Mascot (postcard coloring book, c.1910)
- Daddy Cat (1915)
- Little Red Riding Hood and Other Tales (1919)
- Somebody's Pussies (1925)
- The Boy who shares my name (1926)